# Goodbye Cruel World
Goodbye Cruel World - utwór muzyczny brytyjskiego zespołu rockowego Pink Floyd. Pochodzi z wydanej w 1979 roku rock opery/concept albumu The Wall, i - jak większość utworów z tej płyty - napisany został przez ówczesnego lidera grupy, Rogera Watersa.

## Kompozycja
Piosenka jest dość cicha i mało dynamiczna, jednak jej linia melodyczna wykazuje pewną rytmikę, z powtarzającym się, pulsującym delikatnie basowym riffem, który niektórym fanom może kojarzyć się wcześniejszymi utworami grupy - "Careful with That Axe, Eugene" i "See Emily Play". Warto zauważyć, że ostatnie słowo utworu ("goodbye") wypowiadane jest przez Watersa już po ostatecznym ucichnięciu muzyki, co sprawia bardzo przygnębiające wrażenie i powoduje u słuchacza silniejszą empatię wobec bohatera. 

## Fabuła
Jak wszystkie utwory na płycie, "Goodbye Cruel World" przedstawia część historii jej głównego bohatera, gwiazdora rockowego imieniem Pink. Warstwa tekstowa dotyczy nieuniknionych konsekwencji budowy wokół siebie metaforycznego muru: gdy jest już gotowy wszystkie nici i emocje łączące dotąd człowieka ze światem zewnętrznym zostają zerwane - nie pozostaje więc nic, co mogłoby jeszcze powstrzymać stopniowe pogrążanie się w świecie własnego umysłu, gdzie nic (poza nim samym) nie może już go zranić. Wbrew pozorom wymowa utworu nie wskazuje jednoznacznie na zamiar popełnienia samobójstwa; może tu chodzić także o psychiczną i fizyczną izolację Pinka, o zerwanie wszystkich więzów łączących go kiedyś z "okrutnym światem" i ludźmi.

## Wykonawcy
- Roger Waters - gitara basowa, wokale
- Rick Wright - syntezator